# Гусман, Юлий Соломонович
Ю́лий Соломо́нович Гу́сман (род. 8 августа 1943, Баку, Азербайджанская ССР, СССР) — советский и российский режиссёр театра и кино, телеведущий, актёр, общественный и политический деятель; заслуженный деятель искусств Российской Федерации (1993), народный артист Азербайджана (2002). Основатель и художественный руководитель первой Национальной премии Российской Академии кинематографических искусств — премии «Ника», руководитель Национальной премии КГИ «Гражданская инициатива», постоянный член жюри КВН, член президиума Российского еврейского конгресса.
Старший брат журналиста Михаила Гусмана.

## Биография

### Ранние годы

Мемориальная доска в Баку, на доме, в котором жила семья Гусманов

Родился 8 августа 1943 года в городе Баку в еврейской семье военного врача, главного терапевта Каспийской военной флотилии во время Великой Отечественной войны, подполковника медицинской службы, доктора медицинских наук, профессора, заслуженного деятеля науки Соломона Моисеевича Гусмана (1904—1980). Мать — Лола Юльевна Барсук (1916—1977), по первой профессии актриса, затем переводчица, доктор педагогических наук, профессор института иностранных языков Азербайджана. По словам самого Гусмана, пять поколений его предков жили в Азербайджане. Тётя — Дора Самойловна Гусман, жена архитектора, кумыкского князя Мехти Хасаевича Уцмиева (1903—1993), который был потомком известной поэтессы Хуршидбану Натаван. Брат — Михаил Гусман (род. 1950), журналист, переводчик и интервьюер, радио- и телеведущий, Заслуженный работник культуры Российской Федерации, Заслуженный журналист Российской Федерации, лауреат Государственной премии России, первый заместитель генерального директора ТАСС.
В 1960 году окончил бакинскую школу № 160 и поступил в Азербайджанский медицинский институт имени Наримана Нариманова. Всерьёз медициной не интересовался, но увлёкся психологией, психотерапией, трудами Фрейда, гипнозом, обучением во сне, ясновидением.
В институте активно занимался общественной работой и спортом. Имеет девять спортивных разрядов по различным видам спорта, был чемпионом общества «Буревестник» по фехтованию на саблях, имеет коричневый пояс по каратэ. Участвовал в художественной самодеятельности, играл в школьном театре.
В 1964 году вместе с друзьями создаёт самостоятельный бакинский клуб КВН. Через год становится его лидером, в течение семи лет является капитаном сборной команды Баку, не проигравшей с 1967 по 1972 год ни одного состязания, ставшей неоднократным чемпионом СССР, а в 1970 году — обладателем Кубка «Чемпион чемпионов КВН». Впервые ввёл в КВН «организованность» — команда Баку выступала в одной форме.
В 1966 году окончил институт по специальности «врач-психиатр».
В 1970 году окончил аспирантуру при Институте усовершенствования врачей имени профессора Азиза Алиева Министерства здравоохранения СССР по специальности «Психология и психиатрия», написал диссертацию по теме «Клинико-психологические корреляции при церебральном атеросклерозе».
В 1973 году окончил Высшие курсы сценаристов и режиссёров Госкино СССР, после чего возвратился в Баку.

### Карьера

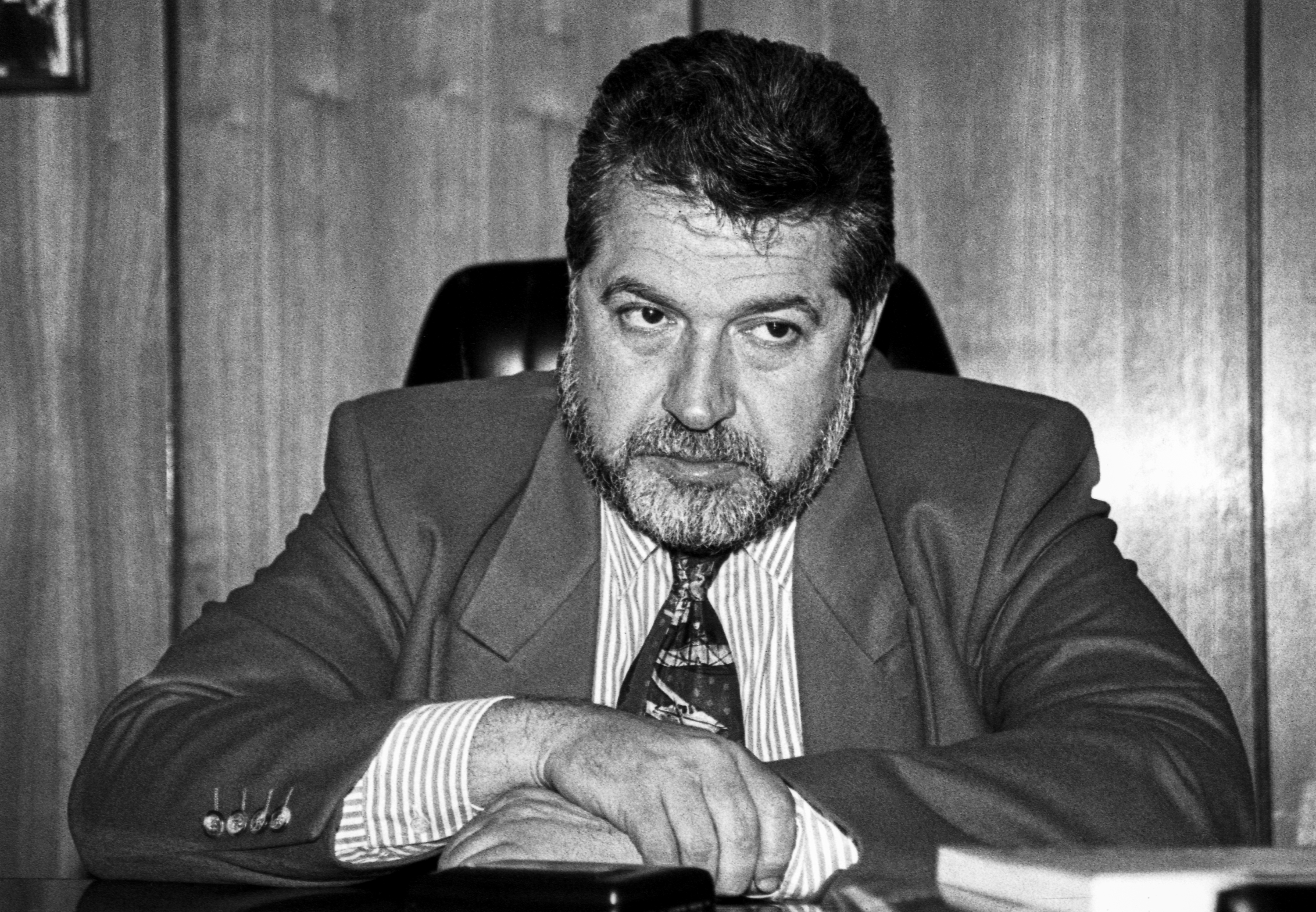
В рабочем кабинете, апрель 1994 года

В 1973—1988 годах — режиссёр-постановщик киностудии «Азербайджанфильм». В 1976—1984 годах — художественный руководитель Азербайджанского государственного музыкального театра. В соавторстве с Я. Головановым написал фантастическую повесть «Контакт» (1976).
В 1982 году вместе с И. М. Гольдиным подготовил сценарий и провёл по предложению Чрезвычайного и Полномочного Посла СССР в США А. Ф. Добрынина и распоряжению председателя Государственного телевидения и радиовещания СССР С. Г. Лапина первый в истории космический телемост между СССР и США.
В 1984—1985 годах — главный режиссёр Бакинского театра песни.
Далее им поставлены спектакли «Шапка с ушами» (музыка Э. Хагагортяна), «Дракон» (музыка Е. Адлера по сказке Е. Л. Шварца) и многие другие. В своих работах режиссёр Юлий Гусман обнаружил склонность к исследованию парадоксов человеческой души. В сценическом прочтении А. Дюма, например, стремился приблизить своих героев к юному поколению 1970-х годов с тем, чтобы им были понятны порывы к добру, чужая боль.
С 1988 года жил и работал в Москве.
Продолжительное время входил в правление московского Центрального Дома кинематографистов (ЦДК), в 1988—2002 годах — директор ЦДК. При его участии начинается издание газеты — «Дом Кино», создан собственный телевизионный центр. Были проведены первые в России политические вечера, посвящённые А. И. Солженицыну и Н. С. Хрущёву, творческие встречи с Н. М. Коржавиным, В. Н. Войновичем. Дом кино в течение многих лет оставался своеобразной штаб-квартирой демократических сил, политическим и культурным центром столицы (пост директора ЦДК занимал до августа 2002 года).

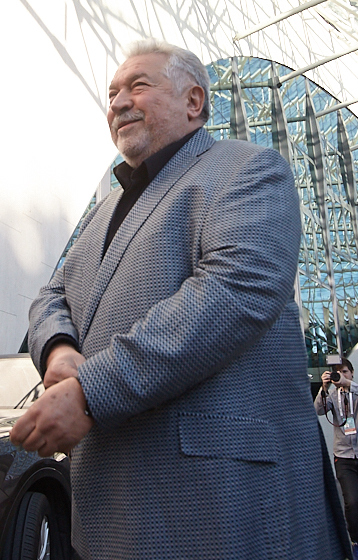
Юлий Гусман на гала-концерте музыкального фестиваля «Голосящий КиВиН — 2017»

Автор идеи создания и художественного воплощения первой Российской Национальной кинематографической премии «Ника», аналога премии «Оскар» американской киноакадемии, и премии «Зелёное яблоко — золотой листок» для молодых кинематографистов. С этой целью была создана Генеральная дирекция «Ника». Затем — Академия кинематографических искусств России, в которую вошли ведущие актёры, режиссёры, сценаристы, художники, операторы, кинокритики страны.
В 1996—2000 годах — ведущий публицистической программы «Тема» телекомпании «ВИD» на канале ОРТ. В 1999 году — ведущий развлекательной телевизионной программы «Вечер с Юлием Гусманом» (ОРТ), эту программу вскоре закрыли из-за низких рейтингов.
В 2005 году на сцене Центрального академического театра Российской армии специально для народного артиста СССР Владимира Михайловича Зельдина (ему тогда исполнилось 90 лет) Юлий Гусман поставил знаменитый американский мюзикл «Человек из Ламанчи» (по мотивам романа Сервантеса «Дон Кихот»).
В 2006 году, после двадцатипятилетнего перерыва, вернулся в режиссуру, сняв фантастическую комедию «Парк советского периода».
С 30 октября 2007 по 22 февраля 2022 года являлся соведущим программы «Кейс» на радио «Эхо Москвы» вплоть до его последующего закрытия. В 2007 году на радио «Сити-FM» выходила программа «Парк культуры и отдыха им. Юлия Гусмана» (авторы и ведущие — Ю. Гусман и С. Чайка).
В 2010 году на сцене Центрального академического театра Российской армии Гусман поставил спектакль-посвящение «Танцы с учителем», приуроченный к 95-летию Владимира Зельдина.
Постоянный член жюри Высшей лиги КВН (1987—2021, 2025). Приглашался на финальные игры Премьер-лиги КВН в 2005, 2008, 2009, 2011, 2012 и 2013 годах. Двенадцать раз был членом жюри фестиваля КВН «Голосящий КиВиН» (2006, 2008, 2010-2019), а также в программе «Чувство юмора» (2014).
В 2023 году заявил, что переехал в Нью-Йорк, где стал жить вместе с женой, дочерью и внуками.

### Политика и общественная деятельность

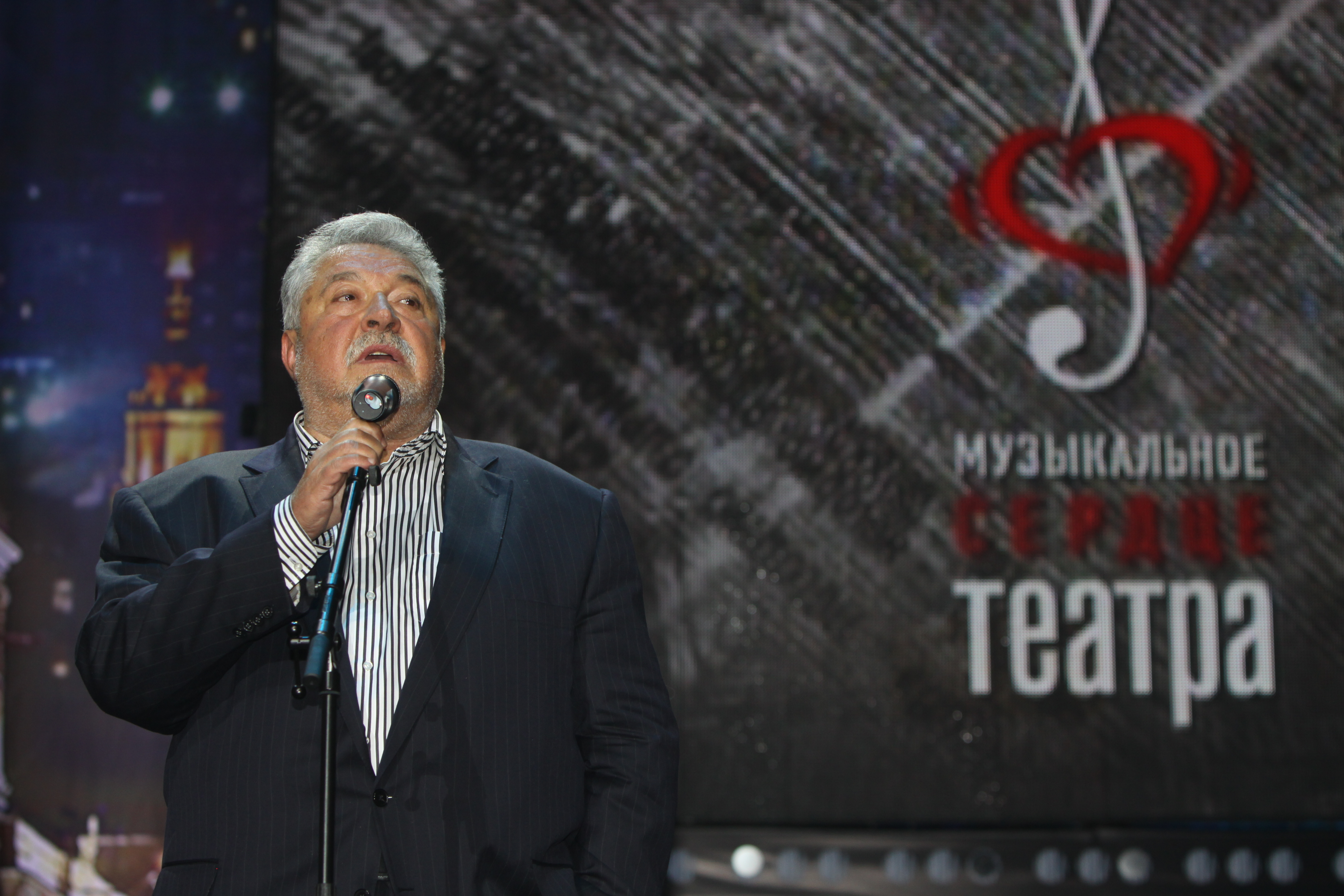
Юлий Гусман на церемонии вручения премии «Музыкальное сердце театра», 2009

В 1993—1995 годах Юлий Гусман был депутатом Государственной Думы РФ I созыва от избирательного блока «Выбор России», был членом фракции «Выбор России», с 1994 года занимал пост заместителя председателя Комитета по вопросам геополитики. Один из создателей депутатского Клуба Государственной Думы и Президентского теннисного клуба «Большая шляпа». Один из учредителей, член Президиума и председатель Общественного совета Российского еврейского конгресса, член Центрального совета Всероссийского азербайджанского конгресса, член Комитета гражданских инициатив Алексея Кудрина. В 2005 году участвовал в создании общественного комитета «Москвичи за единый демократический список», поддерживавшего на выборах партии «Яблоко» и «Союз правых сил».
Юлий Гусман неоднократно высказывался против национализма, ксенофобии, гомофобии. Негативно отзывался о законодательном запрете пропаганды гомосексуализма. В 2012 году, участвуя в ток-шоу «Исторический процесс», прикрепил к пиджаку кусочек бумаги с надписью «гей» в знак солидарности с дискриминируемыми меньшинствами. Был среди деятелей культуры, подписавших открытое письмо с призывом освободить из заключения участниц группы Pussy Riot.

### Личная жизнь
Супруга — Валида Мурадовна Гусман, преподаватель французского и русского языков, профессор Джорджтаунского университета.
Дочь — Лола (род. 1977), училась в Нью-Йорке, окончила два университета и юридическую школу, стажировалась в Румынии, юрист, вышла замуж за британского аристократа Джеймса Рида Стюарта Бремнера — маркетолога-программиста, родила 15 апреля 2009 года сына Максимилиана. В 2017 году родила дочь Надежду.
Брат — Михаил Гусман (род. 1950), журналист, бывший первый заместитель генерального директора ТАСС.

## Творчество

### Фильмография
| Год  | Название фильма              | Режиссёр | Сценарист | Продюсер | Актёр | Роль                                     | Примечания        |
| ---- | ---------------------------- | -------- | --------- | -------- | ----- | ---------------------------------------- | ----------------- |
| 1976 | В один прекрасный день       | Да       |           |          |       | н/д                                      | Заглавная новелла |
| 1978 | Дачный домик для одной семьи | Да       |           |          |       | н/д                                      |                   |
| 1981 | Не бойся, я с тобой!         | Да       |           |          | Да    | цирковой работник                        | Телефильмы        |
| 1982 | Льдина в тёплом море         | Да       |           |          | Да    | нефтянник                                | Телефильмы        |
| 1984 | Что такое «Ералаш»?          | Да       | Да        |          | Да    | телережиссёр                             | Телефильмы        |
| 1993 | Настя                        |          |           |          | Да    | ведущий шоу «Миллиардный пассажир метро» |                   |
| 2006 | Парк советского периода      | Да       | Да        | Да       | Да    | шофёр                                    |                   |
| 2007 | Дочки-матери                 |          |           |          | Да    | друг Ярской                              | Сериал            |
| 2013 | Попугай Club                 |          |           |          | Да    | Большой Федя (озвучка)                   | Мультфильм        |
| 2013 | Не бойся, я с тобой! 1919    | Да       | Да        | Да       | Да    | шпрехшталмейстер                         |                   |
| 2014 | Кавказская пленница!         |          |           |          | Да    | главврач психбольницы                    |                   |

### Режиссёрские театральные работы
- Человек из Ламанчи
- Танцы с учителем
- Дракон
- Три мушкетёра
- Шапка с ушами

### Документальные фильмы о Ю. Гусмане
- «Юлий Гусман. „Человек-оркестр“» («Первый канал», 2013)[29][30]

### Телевидение
- 1996—2000 — Тема —  ведущий

## Награды и звания
- Заслуженный деятель искусств Азербайджанской ССР (31 декабря 1987) — за заслуги в области азербайджано-советского кино[31].
- Заслуженный деятель искусств Российской Федерации (27 сентября 1993) — за заслуги в области киноискусства[32].
- Благодарность Президента Российской Федерации (11 июля 1996) — за активное участие в организации и проведении выборной кампании Президента Российской Федерации в 1996 году[33].
- Народный артист Азербайджана (9 марта 2002) — за заслуги в развитии Азербайджанского киноискусства[34].
- Орден Дружбы (20 мая 2004) — за многолетнюю плодотворную деятельность в области культуры и искусства[35].
- Орден «Слава» (15 ноября 2013, Азербайджан) — за заслуги в укреплении взаимных культурных связей между Азербайджанской Республикой и Российской Федерацией[36].
- Орден «Дружба» (1 августа 2018, Азербайджан) — за многолетнюю плодотворную деятельность в развитии культурных связей между Азербайджанской Республикой и Российской Федерацией[37].
- Орден «Честь» (7 августа 2023, Азербайджан) — за большие заслуги в развитии культурных связей между Азербайджанской Республикой и Российской Федерацией[38].